# Echipa națională de fotbal a Maliului
Echipa națională de fotbal a Maliului reprezintă statul în competițiile fotbalistice și este controlată de Federația de Fotbal a Maliului, forul ce guvernează acest sport în Mali. S-a calificat de șase ori la Cupa Africii pe Națiuni, reușind să ajungă în finala competiției din prima participare (în 1972), fiind învinsă de reprezentativa Congoului cu scorul de 3-2. Nu s-a calificat la nici o ediție a Campionatului Mondial.

## Palmares
Cupa Amilcar Cabral :
- De 3 ori campioni (1989, 1997, 2007)
- De 4 ori finaliști

## Campionate mondiale
- 1930 până în 1962 - nu a intrat
- 1966: a renunțat
- 1970 până în 1990 - nu a intrat
- 1994 și 1994 - a renunțat
- 2002 până în 2010 - nu s-a calificat

## Cupa Africii
- 1957 până în 1963 - nu a intrat
- 1965 până în 1970 - nu s-a calificat
- 1972 - Locul secund
- 1974 și 1976 - nu s-a calificat
- 1978 - Descalificați
- 1980 - nu a intrat
- 1982 până în 1986 - nu s-a calificat
- 1988 - s-a retras
- 1990 și 1992 - nu s-a calificat
- 1994 - Locul 4
- 1996 până în 2000 - nu s-a calificat
- 2002 - Locul 4
- 2004 - Locul 4
- 2006 - nu s-a calificat
- 2008 - Prima rundă
- 2010 - Prima rundă

## Jucători notabili
- Adama Coulibaly
- Dramane Coulibaly
- Soumaila Coulibaly
- Mamadou Diallo
- Souleymane Diamoutene
- Boubacar Diarra
- Mahamadou Diarra
- Fousseiny Diawara
- Frédéric Kanouté
- Boubacar Koné
- Djibril Sidibé
- Mohamed Sissoko
- Adama Tamboura
- Bassala Touré
- Alain Claude Traoré
- Dramane Traoré
- Mahrahane Traoré
- Djimi Traoré
- Seydou Keita

## Lotul actual
| Nr. | Poz. | Jucător                 | Data nașterii (vârsta)         | Selecții | Goluri | Club                 |
| --- | ---- | ----------------------- | ------------------------------ | -------- | ------ | -------------------- |
| 1   | P    | Oumar Sissoko           | 13 septembrie 1987 (37 de ani) | 28       | 0      | Orléans              |
| 16  | P    | Djigui Diarra           | 27 februarie 1995 (30 de ani)  | 12       | 0      | Stade Malien         |
| 22  | P    | Aly Yirango             | 4 ianuarie 1994 (31 de ani)    | 2        | 0      | Guingamp B           |
|     |      |                         |                                |          |        |                      |
| 21  | F    | Mahamadou N'Diaye       | 21 iunie 1990 (34 de ani)      | 21       | 3      | Troyes               |
| 13  | F    | Molla Wagué             | 21 februarie 1991 (34 de ani)  | 25       | 4      | Leicester City       |
| 2   | F    | Hamari Traoré           | 27 ianuarie 1992 (33 de ani)   | 11       | 0      | Reims                |
| 15  | F    | Mohamed Konaté          | 20 octombrie 1992 (32 de ani)  | 10       | 0      | Nahdat Berkane       |
| 3   | F    | Youssouf Koné           | 5 iulie 1995 (29 de ani)       | 7        | 0      | Lille                |
| 5   | F    | Bakaye Dibassy          | 11 august 1989 (35 de ani)     | 0        | 0      | Amiens               |
| 14  | F    | Falaye Sacko            | 1 mai 1995 (29 de ani)         | 0        | 0      | Vitória de Guimarães |
| 4   | F    | Boubacar Kouyaté        | 15 aprilie 1997 (27 de ani)    | 0        | 0      | Sporting CP          |
|     |      |                         |                                |          |        |                      |
| 17  | M    | Mamoutou N'Diaye        | 15 martie 1990 (35 de ani)     | 18       | 0      | Antwerp              |
| 8   | M    | Yacouba Sylla (captain) | 29 noiembrie 1990 (34 de ani)  | 32       | 0      | Panathinaikos F.C.   |
| 6   | M    | Tongo Doumbia           | 6 august 1989 (35 de ani)      | 20       | 0      | Dinamo Zagreb        |
| 20  | M    | Yves Bissouma           | 30 august 1996 (28 de ani)     | 11       | 3      | Lille                |
| 6   | M    | Lassana Coulibaly       | 10 aprilie 1996 (28 de ani)    | 7        | 0      | Bastia               |
| 23  | M    | Rominigue Kouamé        | 17 decembrie 1996 (28 de ani)  | 6        | 0      | Lille                |
|     |      |                         |                                |          |        |                      |
| 12  | A    | Moussa Doumbia          | 15 august 1994 (30 de ani)     | 10       | 2      | Rostov               |
| 9   | A    | Moussa Marega           | 14 aprilie 1991 (33 de ani)    | 13       | 1      | FC Porto             |
| 10  | A    | Kalifa Coulibaly        | 21 august 1991 (33 de ani)     | 10       | 1      | Gent                 |
| 18  | A    | Abdoulay Diaby          | 21 mai 1991 (33 de ani)        | 9        | 4      | Club Brugge          |
| 7   | A    | Adama Traoré            | 5 iunie 1995 (29 de ani)       | 9        | 1      | Mazembe              |
| 19  | A    | Adama Niane             | 16 iunie 1993 (31 de ani)      | 1        | 0      | Troyes               |

## Recorduri
| #   | Nume                  | Carieră      | Selecții | Goluri |
| --- | --------------------- | ------------ | -------- | ------ |
| 1.  | Seydou Keita          | 1998–2015    | 102      | 25     |
| 2.  | Adama Tamboura        | 2004–2015    | 89       | 0      |
| 3.  | Adama Coulibaly       | 1998–2014    | 70       | 1      |
| 4.  | Mahamadou Diarra      | 1998–2012    | 69       | 7      |
| 5.  | Mahamadou Sidibé      | 1996–2010    | 62       | 0      |
| 6.  | Modibo Maïga          | 2007–present | 59       | 13     |
| 7.  | Fousseni Diawara      | 2001–2014    | 55       | 0      |
| 8.  | Soumbeïla Diakité     | 2006–present | 51       | 0      |
| 9.  | Souleymane Diamoutène | 2003–2010    | 49       | 1      |
| 9.  | Drissa Diakité        | 2001–2015    | 49       | 0      |
| 10. | Djibril Sidibé        | 2001–2008    | 48       | 4      |
| 11. | Soumaïla Coulibaly    | 1995–2009    | 47       | 8      |
| 12. | Bassala Touré         | 1994–2008    | 46       | 6      |
| 13. | Cédric Kanté          | 2001–2012    | 44       | 1      |
| 14. | Mamadou Diallo        | 2001–2010    | 43       | 10     |
| 15. | Cheick Diabaté        | 2005–        | 40       | 15     |
| 15. | Abdou Traoré          | 2009–        | 40       | 3      |
| 16. | Frédéric Kanouté      | 2004–2010    | 39       | 23     |
| 17. | Samba Sow             | 2009–        | 38       | 2      |
| 18. | Mustapha Yatabaré     | 2009–        | 35       | 7      |
| 19. | Mamadou Bagayoko      | 2000–2010    | 33       | 4      |
| 20  | Sambou Yatabaré       | 2008–        | 32       | 5      |
| 20  | Mahamane Traoré       | 2005–2014    | 32       | 2      |
| 20  | Yacouba Sylla         | 2013–        | 32       | 0      |

| #  | Nume               | Carieră      | Goluri | Selecții |
| -- | ------------------ | ------------ | ------ | -------- |
| 1. | Seydou Keita       | 1998–2015    | 25     | 102      |
| 2. | Frédéric Kanouté   | 2004–2010    | 23     | 39       |
| 3. | Cheick Diabaté     | 2005–present | 15     | 40       |
| 4. | Modibo Maïga       | 2007–present | 13     | 59       |
| 5. | Mamadou Diallo     | 2001–2010    | 10     | 43       |
| 6. | Bakary Sako        | 2014–present | 9      | 21       |
| 7. | Soumaïla Coulibaly | 1995–2009    | 8      | 47       |
| 8. | Mahamadou Diarra   | 1998–2012    | 7      | 69       |
| 8. | Mustapha Yatabaré  | 2009–present | 7      | 35       |
| 8. | Dramane Traoré     | 1995–2004    | 7      | 31       |

|  |  |